# Anagyrus similis
Anagyrus similis är en stekelart som först beskrevs av Girault 1915.  Anagyrus similis ingår i släktet Anagyrus och familjen sköldlussteklar. Inga underarter finns listade i Catalogue of Life.